# Układ sieciowy
Układ sieciowy, w rozumieniu konfiguracji sieci elektroenergetycznej, określa sposób połączenia punktu neutralnego transformatora z ziemią oraz z siecią przesyłową.

## Rodzaje układów sieciowych

Sieć trójfazowa typu TN-S

Dla sieci niskiego napięcia (do 1 kV) wyróżnia się następujące układy.
TN – mający jeden punkt bezpośrednio uziemiony, a części przewodzące dostępne (np. metalowe obudowy odbiorników) przyłączone są do tego punktu za pomocą przewodów ochronnych. W zależności od związku przewodu neutralnego z przewodem ochronnym wyróżnia się układy TN-S i TN-C.
TN-S – z oddzielnym przewodem ochronnym PE w całym układzie sieci. Przewód ten służy wyłącznie do ochrony urządzeń, nie można włączać go w jakikolwiek obwód prądowy, służy do tego oddzielny przewód neutralny N.

Sieć trójfazowa typu TN-C

TN-C – w którym w całym układzie sieci funkcje przewodu ochronnego PE, jak i funkcje przewodu neutralnego N pełni jeden wspólny przewód ochronno-neutralny PEN.
W przypadku przerwy w ciągłości przewodu może powstać znaczne zagrożenie porażeniowe. Z tego względu sieci TN-C mogą być stosowane tylko przy ułożeniu przewodów na stałe, a przekrój przewodów PEN nie powinien być mniejszy niż 10 mm² Cu lub 16 mm² Al. Sieci typu TN-C nie mogą być stosowane wówczas, gdy przekrój przewodów jest mniejszy od wartości podanych oraz w instalacjach odbiorników ręcznych i przenośnych. W tym przypadku dopuszczalne jest jedynie wykonanie sieci i instalacji o układzie TN-S lub TN-C-S.

Sieć trójfazowa typu TN-C-S

TN-C-S – w którym tylko w części układu sieci funkcję przewodu neutralnego N oraz funkcję przewodu ochronnego PE pełni jeden wspólny przewód PEN.

Sieć trójfazowa typu TT

TT – mający jeden punkt bezpośrednio uziemiony, a części przewodzące dostępne są przyłączone do uziomu ochronnego niezależnego elektrycznie od uziemienia sieci. Wyróżnia się uziemienia indywidualne, grupowe oraz zespołowe.
IT (układ izolowany) – w którym wszystkie części czynne są odizolowane od ziemi lub jeden punkt przyłączony jest do ziemi poprzez impedancję, a części przewodzące dostępne są uziemione niezależnie od siebie (albo wspólnie), lub przyłączone są do uziemienia sieci.
Układy IT prądu przemiennego do 1000 V w Polsce bywają zwykle uziemiane przez bezpiecznik iskiernikowy, który w czasie normalnej pracy sieci zapewnia przerwę izolacyjną, pomiędzy punktem neutralnym N a ziemią. Z uwagi na polepszenie się jakości izolacji stosowanej między uzwojeniem pierwotnym transformatora, coraz częściej jednak spotyka się układy IT uziemione poprzez impedancję.

### Oznaczenia na schematach
- L1, L2, L3 (live) – przewody fazowe
- N (neutral) – przewód neutralny
- PE (protective earth) – przewód ochronny
- PEN – przewód ochronno-neutralny

## Reguły nazewnictwa
Terminologia nazw typów uziemienia i podlączeń sieci zdefiniowana jest w standardzie Międzynarodowej Komisji Elektrotechnicznej (International Electrotechnical Commission) IEC 60364. Standard ten rozróżnia trzy rodzaje połączeń uziemienia, opisane dwuliterowymi kodami: TN, TT i IT.
Dla podstawowego podziału używany jest zestaw liter:
- pierwsza litera oznacza połączenie punktu neutralnego źródła zasilania (generatora lub transformatora) z ziemią:
  - T – punkt neutralny posiada bezpośrednie połączenie z ziemią
  - I – punkt neutralny jest odizolowany od potencjału ziemi lub połączony z uziemieniem pośrednim
- druga litera oznacza sposób połączenia odbiorników energii elektrycznej z ziemią:
  - T – bezpośrednie połączenie z ziemią każdego urządzenia oddzielnie
  - N – połączenie z ziemią realizowane poprzez sieć zasilającą
- trzecia lub czwarta litera oznacza rodzaj układu ochronnego
  - C – sieć z przewodem neutralno-ochronnym PEN
  - S – sieć z niezależnym od przewodu neutralnego N przewodem ochronnym PE (służy on wyłącznie do celów ochronnych).

### Oznaczenia w nazewnictwie systemów
Symbole występujące w oznaczeniach układów sieciowych od nazw w języku francuskim:
- T (terre) – ziemia
- N (neutre) – neutralny
- I (isolation) – izolowane
- C (combiné) – wspólny
- S (separé) – rozłączny